# ريموكسيبرايد
ريموكسيبرايد هو أحد مضادات الذهان غير النمطية على الرغم من اعتباره وفقًا لبعض المصادر مضادًا نمطيًأ للذهان. كان ريموكسيبرايد يستخدم سابقًا في أوروبا لعلاج مرض الفصام وحالات الهوس الحاد، ولكن تم سحبه من الأسواق بسبب مخاوف السمية وتأثير فقر الدم اللاتنسجي التي ظهرت في 1 / 10,000 مريض. ظهر هذا الدواء في البداية بواسطة شركة أسترا زينيكا في عام 1990 وبدأ تعليق استخدامه في عام 1993. يعمل كمضاد انتقائي لمستقبلات الدوبامين D2 وD3، كما يتمتع أيضًا بتقارب كبير لمستقبلات سيغما، وربما يلعب دورًا في النشاط العصبي غير العادي.
ونظرًا لعمر النصف القصير للدواء، يجب تناوله مرتين يوميًا على الرغم من أنه تم تطوير قرص للتناول مرة واحدة يوميًا. كان هناك بعض الاهتمام باستخدامه في علاج حالات الفصام المقاومة للعلاج.